# Shiva (rapero)
Andrea Arrigoni (Isola della Scala; 27 de agosto de 1999), conocido por su nombre artístico Shiva, es un rapero italiano.
Debutó con el álbum de estudio Tempo anima en enero de 2017.  En 2020, su sencillo "Auto blu" con Eiffel 65 alcanzó el número 1 de la lista de sencillos de FIMI durante tres semanas.[3]

## Discografía

### Álbumes de estudio
- Tempo anima (2017)
- Solo (2018)
- Dolce Vita (2021)
- Milano Demons (2022)
- Santana Season (2023)
- Milano Angels (2024)

### EP
- Routine (2020)
- Dark Love (2022)
- Auto blu (2020)